# Nederlandse Orthopaedische Vereniging
De Nederlandse Orthopaedische Vereniging (NOV) is de wetenschappelijke vereniging van orthopedisch chirurgen in Nederland. De vereniging is opgericht in 1898. De missie van de NOV omvat de belangenbehartiging van haar leden, de bevordering van de positie van de orthopedisch chirurg binnen de maatschappij en het verbeteren van de relatie met patiënten. De NOV is actief in het ontwikkelen en reviseren van richtlijnen voor orthopedisch medisch handelen. Daartoe neemt de NOV zelf het initiatief tot het ontwikkelen van richtlijnen en participeert in de richtlijnontwikkeling van aanverwante specialismen.